# Orlando City SC
Orlando City SC är en professionell fotbollsklubb i Orlando i Florida i USA som spelar i Major League Soccer (MLS).
Klubben grundades den 19 november 2013 och ersatte en klubb med samma namn som spelade två nivåer under MLS.
Klubbens hemmaarena var till en början Orlando Citrus Bowl. Arenan var inte byggd för fotboll och klubben flyttade efter två säsonger till en ny arena i centrala Orlando byggd för fotboll, Orlando City Stadium. Arenan namnändrades 2019 till Exploria Stadium. 
Klubbens färger är lila, guld och vitt.
Klubben ägs till största delen av Flávio Augusto da Silva från Brasilien.

## Historia
Klubben gjorde sin första säsong i MLS 2015. Inför inträdet i ligan gjorde Orlando City klart med ett ordentligt affischnamn i brassen Kaká, som åtta år tidigare blivit utsedd till världens bästa spelare.
Till den tredje säsongen i MLS stod klubbens nya hemmaarena Orlando City Stadium klar, vilken har en kapacitet på 25 500 åskådare. Säsongen blev också den sista för Kaká, som lade skorna på hyllan efter ännu ett år där klubben missat slutspelet. Samma vinter sålde klubben anfallaren Cyle Larin till turkiska Beşiktaş. Han hade då vunnit den interna skytteligan som lagets bästa målskytt de senaste  åren. 

## Säsonger
| Major League Soccer | Major League Soccer | Major League Soccer | Major League Soccer | US Open Cup | US Open Cup    | Champions League | Champions League |
| Säsong              | Konferens           | Placering           | Slutspel            | Säsong      | Resultat       | Säsong           | Resultat         |
| ------------------- | ------------------- | ------------------- | ------------------- | ----------- | -------------- | ---------------- | ---------------- |
| 2015                | Eastern             | 7:a (av 10)         | Ej kvalificerad     | 2015        | Kvartsfinal    |                  |                  |
| 2016                | Eastern             | 8:a (av 10)         | Ej kvalificerad     | 2016        | Åttondelsfinal | 2016/17          | Ej kvalificerad  |
| 2017                | Eastern             | 10:a (av 11)        | Ej kvalificerad     | 2017        | 4:e omgången   |                  |                  |
| 2018                | Eastern             | 11:a (av 11)        | Ej kvalificerad     | 2018        | Kvartsfinal    | 2018             | Ej kvalificerad  |
| 2019                | Eastern             |                     |                     | 2019        |                | 2019             | Ej kvalificerad  |

## Spelartrupp
| 1  | Peru | Pedro Gallese   | 23 februari 1990 | Veracruz (-20)            |
| 31 | USA  | Mason Stajduhar | 2 december 1997  | Orlando City SC           |
| 40 | USA  | Adam Grinwis    | 21 april 1992    | Sacramento Republic (-21) |

| 2  | Brasilien | Ruan              | 29 maj 1995      | Barra da Tijuca (-19)     |
| 4  | Portugal  | João Moutinho     | 12 januari 1998  | Los Angeles FC (-19)      |
| 6  | Sverige   | Robin Jansson     | 15 november 1991 | AIK (-19)                 |
| 15 | Argentina | Rodrigo Schlegel  | 3 april 1997     | Racing Club (-20)         |
| 24 | USA       | Kyle Smith        | 9 januari 1992   | Louisville City (-19)     |
| 25 | Brasilien | Antônio Carlos    | 7 mars 1993      | Palmeiras (-20)           |
| 26 | USA       | Michael Halliday  | 22 januari 2003  | Orlando City SC           |
| 30 | USA       | Alexander Freeman | 9 augusti 2004   | Orlando City SC           |
| 68 | USA       | Thomas Williams   | 15 augusti 2004  | Orlando City SC           |
| -  | Kanada    | Nathan Dossantos  | 11 april 1999    | Marshall University (-22) |

| 8  | Ecuador     | Jhegson Méndez   | 26 april 1997    | Independiente del Valle (-19) |
| 10 | Uruguay     | Mauricio Pereyra | 15 mars 1990     | Krasnodar (-19)               |
| 11 | Brasilien   | Júnior Urso      | 10 mars 1989     | Corinthians (-20)             |
| 17 | Uruguay     | Facundo Torres   | 13 april 2000    | Peñarol (-22)                 |
| 21 | Colombia    | Andrés Perea     | 14 november 2000 | Atlético Nacional (-20)       |
| 32 | Puerto Rico | Wilfredo Rivera  | 14 oktober 2003  | Orlando City SC               |
| 34 | Jamaica     | Joey DeZart      | 9 juni 1998      | Wake Forest University (-20)  |
| -  | Uruguay     | César Araújo     | 2 april 2001     | Montevideo Wanderers (-22)    |

| 7  | Brasilien     | Alexandre Pato          | 2 september 1989  | São Paulo (-21)                |
| 9  | Österrike     | Ercan Kara              | 3 januari 1996    | Rapid Wien (-22)               |
| 13 | Kanada        | Tesho Akindele          | 31 mars 1992      | FC Dallas (-19)                |
| 14 | Nederländerna | Silvester van der Water | 30 september 1996 | Heracles Almelo (-21)          |
| 19 | USA           | Benji Michel            | 23 oktober 1997   | University of Portland (-19)   |
| -  | USA           | Jack Lynn               | 12 januari 2000   | University of Notre Dame (-22) |

### Utlånade spelare
| Nr | Land    | Pos | Namn                                                   |
| -- | ------- | --- | ------------------------------------------------------ |
| 22 | Ecuador | A   | Alexander Alvarado (i LDU Quito till 31 december 2022) |

| Nr | Land      | Pos | Namn                                           |
| -- | --------- | --- | ---------------------------------------------- |
| 99 | Brasilien | A   | Matheus Aiás (i Real Oviedo till 30 juni 2022) |